# Jane Musky
Jane Musky est une chef décoratrice américaine née en 1954.

## Biographie
Elle s'est mariée avec Tony Goldwyn en 1989 et a deux enfants.

## Filmographie
- 1984 : Sang pour sang
- 1987 : Arizona Junior
- 1988 : Young Guns
- 1989 : Quand Harry rencontre Sally
- 1990 : Ghost
- 1992 : Boomerang
- 1992 : Glengarry
- 1995 : Instant de bonheur
- 1996 : City Hall
- 1997 : Ennemis rapprochés
- 1998 : L'Objet de mon affection
- 1999 : Premier Regard
- 2000 : Company Man
- 2000 : À la rencontre de Forrester
- 2002 : Père et flic
- 2002 : Coup de foudre à Manhattan
- 2003 : Le Sourire de Mona Lisa
- 2005 : Hitch, expert en séduction
- 2006 : Ma super ex
- 2007 : Le Come-Back
- 2008 : The Women
- 2009 : Notorious B.I.G.
- 2010 : Le Chasseur de primes
- 2011 : Duo à trois (Something Borrowed)
- 2014 : Broadway Therapy
- 2015 : Free Love
- 2019 : Queens
- 2022 : Le Monde de Nate (Better Nate Than Ever)